# Zend Engine
Zend Engine – silnik języka PHP. Po raz pierwszy pojawił się w PHP 4, PHP 5 używa jego późniejszej wersji, tj. Zend Engine 2.
Zend Engine składa się z kompilatora kodu źródłowego do kodu bajtowego i maszyny wirtualnej wykonującej ten kod. Podział ten umożliwił powstanie wielu darmowych i komercyjnych aplikacji działających pomiędzy tymi dwoma etapami, m.in. Zend Accelerator, eaccelerator i wielu innych. Sam engine zawiera bardzo niewiele wbudowanych funkcji, większość z nich jest dodawana za pomocą rozszerzeń. Zajmuje się za to alokacją i ochroną pamięci, zliczaniem referencji, odśmiecaniem, etc.
Kod źródłowy jest dostępny za darmo i jest udostępniany razem z kodem źródłowym PHP.